# Air Dream
Air Dream es una aerolínea chárter con base en Camboya. En 2007, efectuaba vuelos entre Siem Reap, Camboya, y Hanoi, Vietnam.

## Flota
La aerolínea no tiene aviones actualmente.